# Twice Upon a Time
"Twice Upon a Time" é um episódio especial de Natal da série de ficção científica britânica Doctor Who, transmitido originalmente através da BBC One em 25 de dezembro de 2017. Escrito por Steven Moffat e dirigido por Rachel Talalay, é o décimo terceiro episódio natalino desde que o programa retornou em 2005.
O episódio apresenta a última aparição regular de Peter Capaldi como o Décimo segundo Doutor e introduz Jodie Whittaker como a Décima terceira Doutora. Este é o quarto especial de Natal de Capaldi, que em janeiro de 2017 anunciou sua saída de Doctor Who após a exibição deste especial. "Twice Upon a Time" também marca a despedida de Moffat como o showrunner da série. Essa também é a última aparição de Matt Lucas como Nardole e de Jenna Coleman como Clara Oswald.
David Bradley é um dos convidados especiais do episódio e aparece como o Primeiro Doutor; ele anteriormente já tinha interpretado o ator original do personagem, William Hartnell, no docudrama An Adventure in Space and Time em 2013.

## Produção

### Elenco
Peter Capaldi retorna como o Décimo segundo Doutor. Em 30 de janeiro de 2017, ele confirmou que a décima temporada seria sua última, e que ele deveria sair da série depois do especial de Natal de 2017. O episódio também introduz Jodie Whittaker como a Décima terceira Doutora, cujo escolha foi anunciada em 16 de julho de 2017, após as finais masculinas do Torneio de Wimbledon de 2017.
David Bradley aparece no episódio como o Primeiro Doutor, tendo anteriormente retratado William Hartnell no docudrama An Adventure in Space and Time. Isso o torna o terceiro ator a representar o papel em televisão, depois de William Hartnell e Richard Hurndall desde a estreia de Doctor Who em 1963. Bradley anteriormente interpretou Solomon no episódio de 2012 "Dinosaurs on a Spaceship".
O primeiro trailer do episódio foi exibido durante o San Diego Comic-Con, revelando o retorno de Polly, uma das últimas acompanhantes do Primeiro Doutor, que será retratada por Lily Travers, e de Pearl Mackie como Bill Potts, bem como um personagem interpretado por Mark Gatiss chamado O Capitão, marcando sua quarta aparição na série. Também foi confirmada a aparição de Toby Whithouse, escritor de sete episódios entre 2006 e 2017.
Mais tarde, confirmou-se que Ben Jackson, acompanhante do Primeiro e Segundo Doutores, que acompanhou o Doutor ao lado de Polly, também apareceria no episódio e ele seria interpretado por Jared Garfield. Hartnell, Anneke Wills e Michael Craze aparecem como o Primeiro Doutor, Polly e Ben, respectivamente, através de imagens de arquivo. Nikki Amuka-Bird dá voz a "Mulher de Vidro".
Tal como aconteceu com a última mudança de showrunners, Chris Chibnall, o novo comandante da série, escreveu os últimos momentos do episódio, para permitir que ele apresentasse Whittaker no show. Isso aconteceu no especial de 2010 The End of Time, quando Moffat assumiu o comando de Russell T. Davies nos momentos finais do episódio, escrevendo as primeiras palavras de Matt Smith como o Décimo primeiro Doutor.

### Filmagens
O episódio foi escrito por Steven Moffat e dirigido por Rachel Talalay, que escreveram e dirigiram o final de duas partes da décima temporada, "World Enough and Time" / "The Doctor Falls", respectivamente. Em janeiro de 2016, Moffat anunciou que ele não seria mais o showrunner do programa após a décima temporada e o especial de Natal de 2017, escolhendo Chris Chibnall como seu substituto, que comandaria o show a partir da 11.ª temporada em 2018. A mudança de showrunners quase causou o cancelamento do episódio anual, pois Moffat planejava sair depois do final da décima temporada e Chibnall não queria começar com um especial de Natal. Quando soube dos planos de Chibnall, Moffat optou por permanecer tempo suficiente para produzir um episódio final, já que ele estava preocupado com o fato de que o show perderia o cobiçado intervalo de 25 de dezembro no futuro, caso faltasse um ano. Como resultado, ele teve que reescrever seus planos para o final da décima temporada para permitir que Capaldi aparecesse em mais um episódio.
A cena final de "The Doctor Falls" envolvendo David Bradley foi filmada como parte da filmagem de "Twice Upon a Time" em junho de 2017. A produção do especial começou em 12 de junho de 2017 e foi concluída em 10 de julho de 2017. No entanto, a cena final do episódio, em que Whittaker faz sua estreia como a Doutora, não foi filmada até 19 de julho. O episódio teria sido intitulado "The Doctors", antes de ser anunciado no San Diego Comic-Con, quando foi oficialmente chamado "Twice Upon a Time".

## Transmissão e recepção

### Cinemas
"Twice Upon a Time" foi exibido nos cinemas em vários países, incluindo no Brasil em 25 de dezembro, na Austrália em 26 de dezembro e no Canadá em 27 e 28 de dezembro. O lançamento no cinemas também incluiu conteúdos extras: uma visão de bastidores do episódio e um especial celebrando a era de Peter Capaldi como o Doutor e de Steven Moffat como showrunner e escritor principal.

## Lançamentos comerciais

### Home media
O episódio será lançado em DVD e Blu-ray na Região 2 em 22 de janeiro de 2018, na Região 4 em 7 de fevereiro de 2018 e na Região 1 em 20 de fevereiro de 2018.

### Romantização
Uma romantização da história, escrita por Paul Cornell, será lançada em brochura e digitalmente em 2 de abril de 2018 como parte da Target Collection.